# Żółtak (roślina)

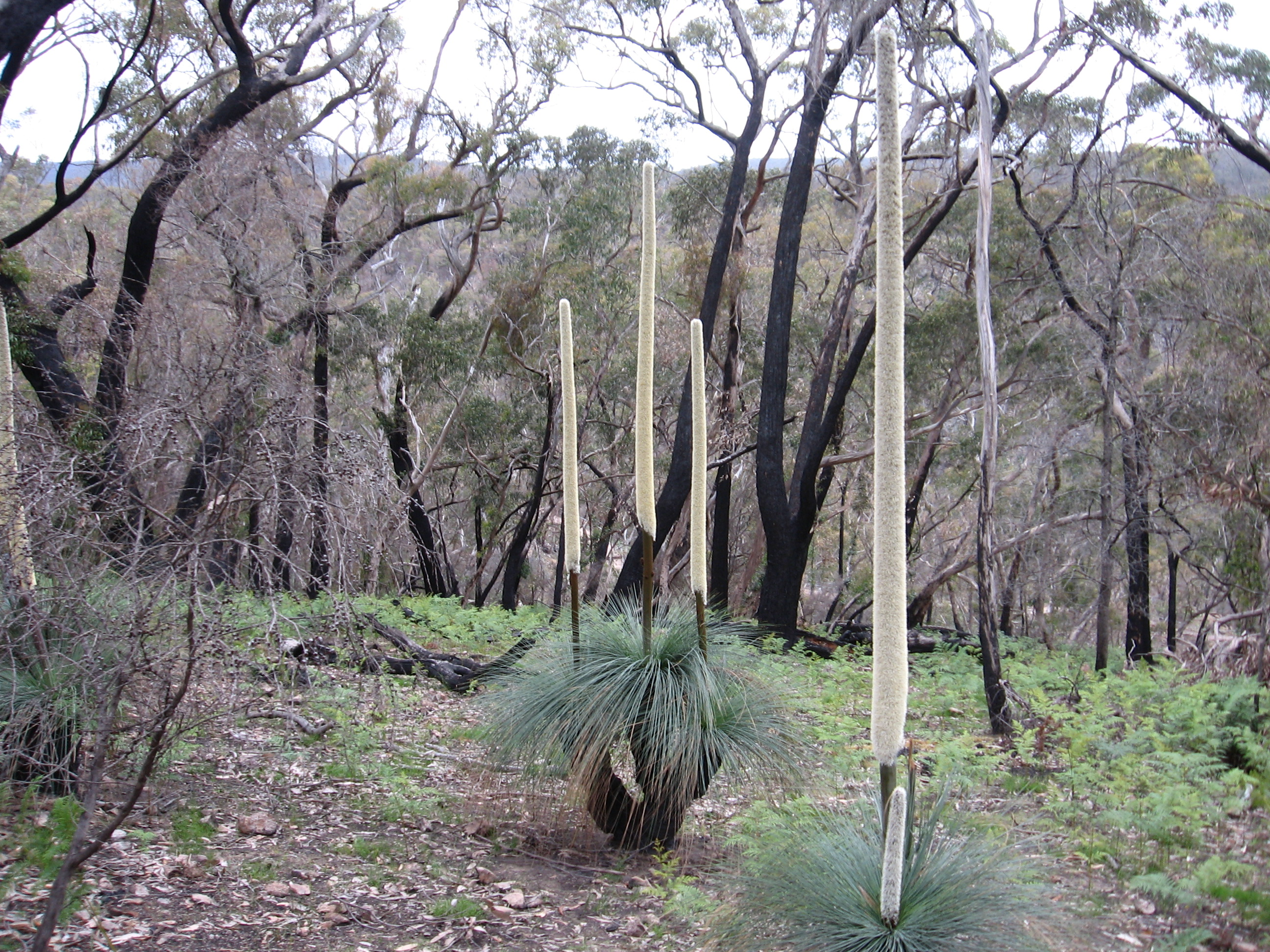
Pokrój Xanthorrhoea australis

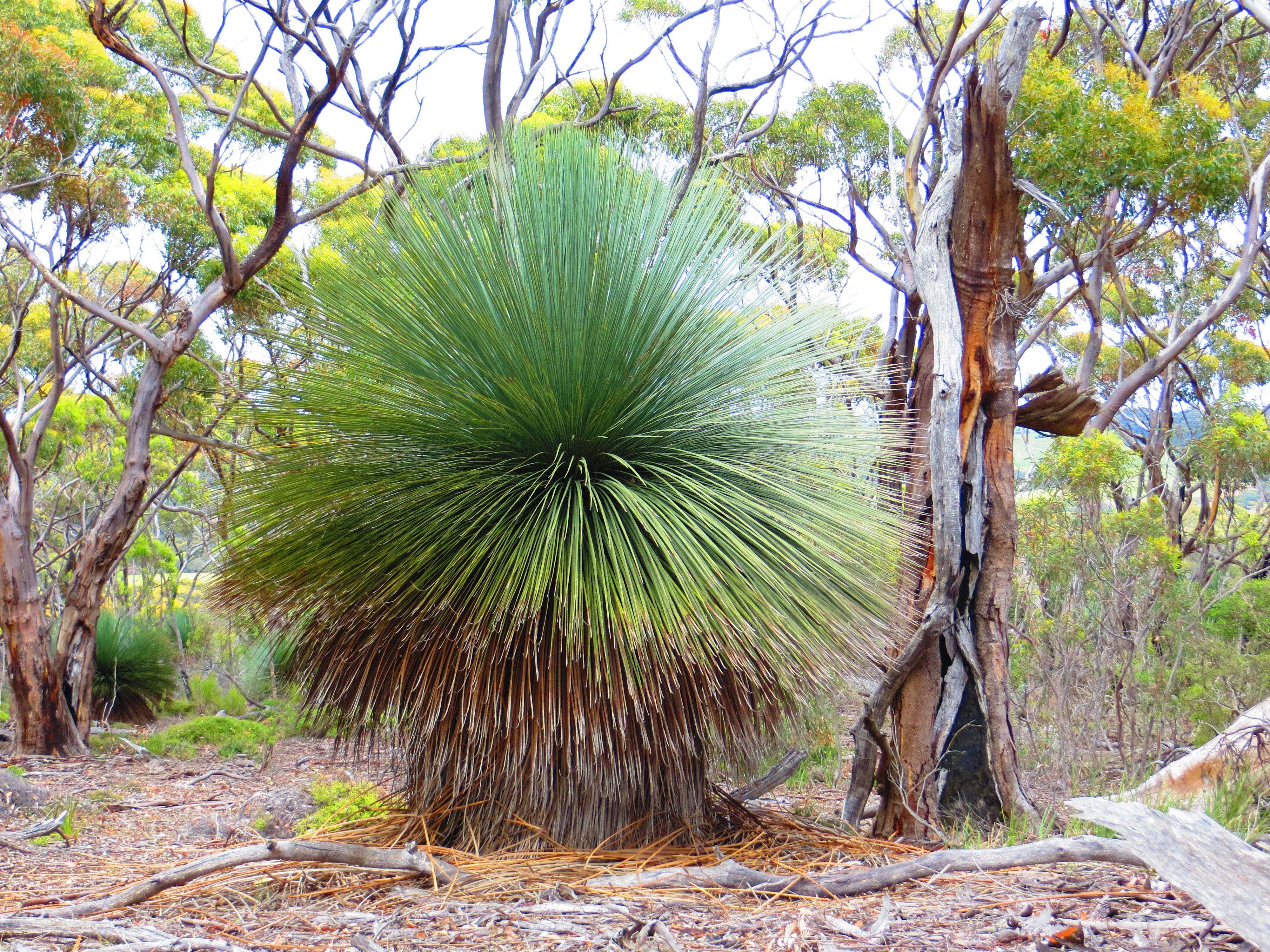
Pokrój Xanthorrhoea semiplana

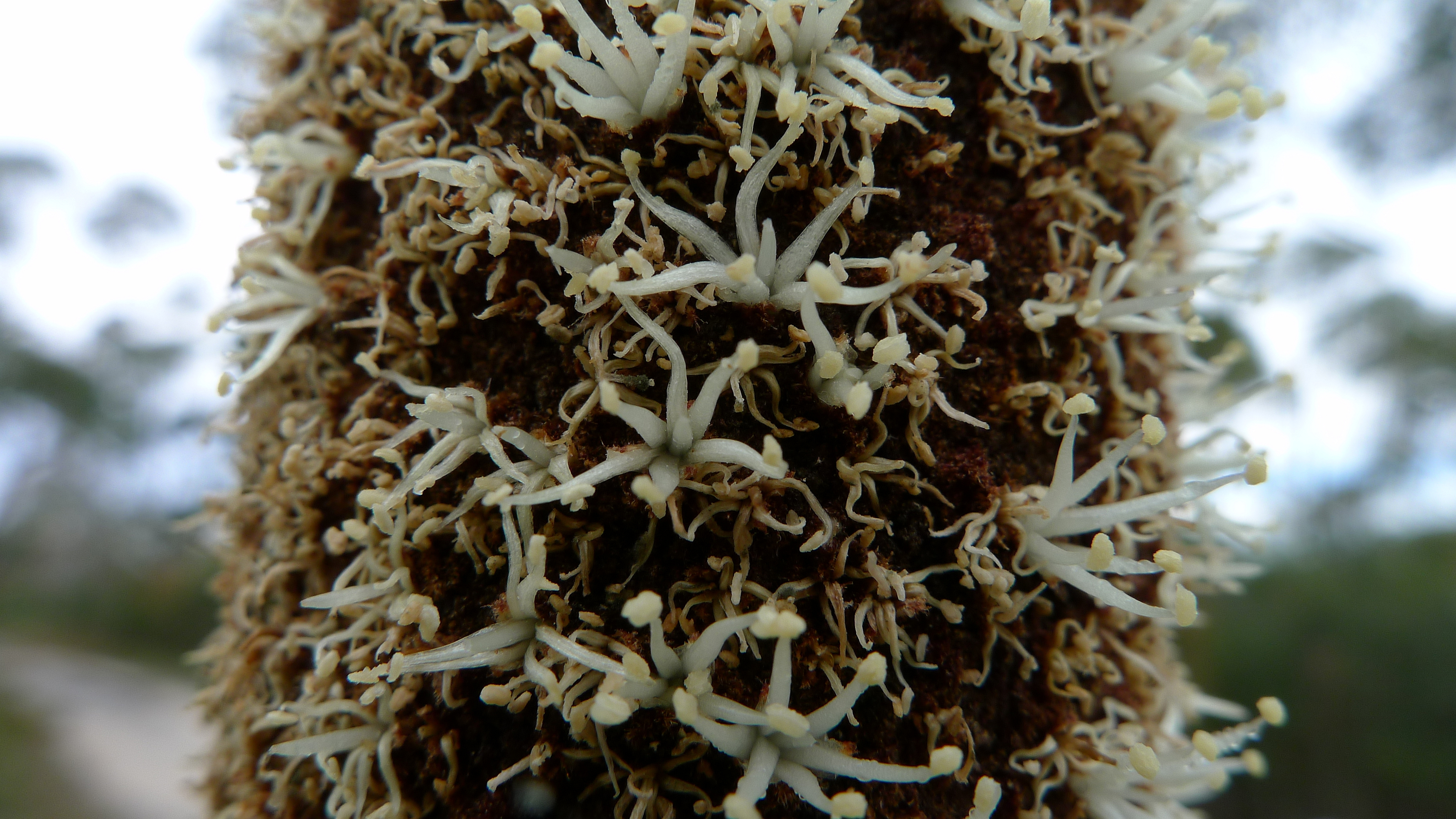
Fragment kwiatostanu Xanthorrhoea resinosa

Żółtak, ksantorea (Xanthorrhoea Sm.) – rodzaj roślin z rodziny złotogłowowatych (Asphodelaceae). Obejmuje 28 gatunków występujących na Tasmanii oraz w Australii, gdzie stanowią charakterystyczny składnik suchych lasów eukaliptusowych. Gatunkiem typowym jest Xanthorrhoea resinosa Persoon. Nazwa naukowa rodzaju pochodzi od greckich słów ξανθας (ksantas – blond, żółtawy) i ρέω (rheo – wypływać) i odnosi się do żółtej żywicy gatunku typowego. Ze względu na charakterystyczny wygląd potocznie nazywany drzewem trawiastym lub trawowym (tak samo nazywa się podobnie wyglądające i także rosnące na tych samych obszarach rośliny z rodziny Dasypogonaceae). 

## Morfologia

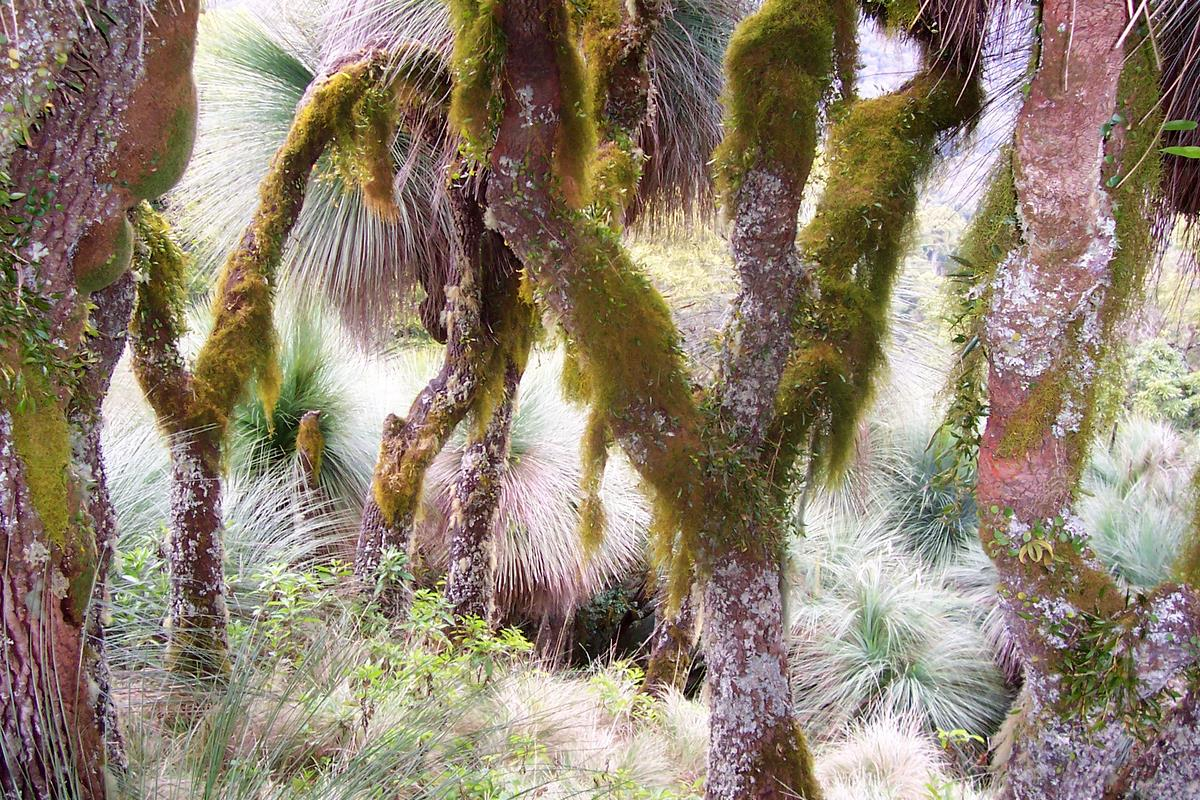
Pnie Xanthorrhoea glauca

PokrójKserofity o grubym, drewniejącym, prostym, rzadziej rozgałęziającym się pniu osiągającym 2 m wysokości (np. u Xanthorrhoea arborea). Pień wyrasta z krótkiego kłącza.
LiścieOsadzone spiralnie, dachówkowato, długie, równowąskie. Wyrastają na całej wysokości pnia lub skupione są w gęstą kępę na jego wierzchołku. Są sztywne i łamliwe.
KwiatyLiczne i drobne, zebrane w szczytowy kwiatostan mający kształt długiego kłosa, złożonego ze ścieśnionych wierzchotek. Kwiatostan wyrasta na długiej (np. u X. arborea do 3 m wysokości), pionowo wzniesionej łodydze.

## Biologia i ekologia
AnatomiaRośliny zawierają żywicę akaroidową, przeważnie czerwoną, ale również żółtą (np. X. resinifera) i czerwonobrązową (X. australis). Żywica w dużych ilościach powstaje w komórkach miękiszowych pnia. Sam pień zawiera poza tym wtórne pierścienie kambium, dzięki którym przyrasta na grubość.
Rozwój i siedliskoGatunki żółtaka rosną w suchych zbiorowiskach sawannowych i twardolistnych (scrub). Są pirofityczne – budowa i ułożenie liści sprawiają, że w czasie pożaru żar ognia jest izolowany od merystemu. Nasady liści są w takich sytuacjach schronieniem dla bezkręgowców. Pożary stymulują kwitnienie tych roślin. Rosną bardzo wolno, 1–2 cm rocznie i osiągają sędziwy wiek do 350 lat (Xanthorrhoea preissi) lub nawet 600 lat.
Interakcje z innymi gatunkamiXanthorrhoea minor jest rośliną żywicielską dla wielu gatunków chrząszczy z rodziny bogatkowatych, na przykład Synechocera queenslandica i Stigmodera bicincta. Zaobserwowano również mykoryzę żółtaków z grzybem Astraeus elongatus.
Cechy fitochemiczneŻywica żółtaków zawiera kwas benzoesowy i cynamonowy.

## Systematyka
Pozycja rodzaju według Angiosperm Phylogeny Website (aktualizowany system APG IV z 2016)
Jedyny rodzaj w podrodzinie żółtakowe Xanthorrhoeoideae z rodziny złotogłowowatych (Asphodelaceae), stanowiącej jeden z kladów w rzędzie szparagowców Asparagales w obrębie jednoliściennych.
Wykaz gatunków
- Xanthorrhoea acanthostachya D.J.Bedford
- Xanthorrhoea acaulis (A.T.Lee) D.J.Bedford
- Xanthorrhoea arborea R.Br.
- Xanthorrhoea arenaria D.J.Bedford
- Xanthorrhoea australis R.Br.
- Xanthorrhoea bracteata R.Br.
- Xanthorrhoea brevistyla D.A.Herb.
- Xanthorrhoea brunonis Endl.
- Xanthorrhoea caespitosa D.J.Bedford
- Xanthorrhoea concava (A.T.Lee) D.J.Bedford
- Xanthorrhoea drummondii Harv.
- Xanthorrhoea fulva (A.T.Lee) D.J.Bedford
- Xanthorrhoea glauca D.J.Bedford
- Xanthorrhoea gracilis Endl.
- Xanthorrhoea johnsonii A.T.Lee
- Xanthorrhoea latifolia (A.T.Lee) D.J.Bedford
- Xanthorrhoea macronema F.Muell. ex Benth.
- Xanthorrhoea malacophylla D.J.Bedford
- Xanthorrhoea media R.Br.
- Xanthorrhoea minor R.Br.
- Xanthorrhoea nana D.A.Herb.
- Xanthorrhoea platyphylla D.J.Bedford
- Xanthorrhoea preissii Endl.
- Xanthorrhoea pumilio R.Br.
- Xanthorrhoea quadrangulata F.Muell.
- Xanthorrhoea resinosa Pers.
- Xanthorrhoea semiplana F.Muell.
- Xanthorrhoea thorntonii Tate

## Zagrożenie i ochrona
Ze względu na eksploatację "trawiastych drzew" ze stanowisk naturalnych w Australii obowiązują szczegółowe wytyczne regulujące możliwość pozyskiwania roślin i ich części. Regulacje takie dotyczą 10 gatunków żółtaków. 
Dodatkowo dwa skrajnie zagrożone gatunki – Xanthorrhoea arenaria i X. bracteata, endemiczne dla Tasmanii, podlegają tam ochronie gatunkowej. Xanthorrhoea arenaria znany jest z jedynie 13 stanowisk między Bridport i Coles Bay, a Xanthorrhoea bracteata z 18 stanowisk między parkami narodowymi Narawntapu i Mount William. Populacja obu gatunków ustawicznie spada, zarówno z uwagi na infekcję przez lęgniowce z gatunku Phytophthora cinnamomi, jak i działalność człowieka, związaną z ekspansją terenów zurbanizowanych oraz nadmiernym pozyskiwaniem żółtaków ze stanowisk naturalnych.

## Zastosowanie
Rośliny ozdobneNiektóre gatunki są uprawiane jako rośliny ozdobne. W handlu pod nazwą "drzewo trawiaste" występują różne gatunki, najczęściej X. preissii. Liście X. australis, tzw. "trawa stalowa", są materiałem bukieciarskim.
Inne zastosowaniaZ uwagi na swoje właściwości (intensywność barwnika oraz rozpuszczalność w alkoholu) żywica żółtaków stosowany jest jako werniks, bejca do drewna, lakier do skór i metalu. Surowiec ten pozyskiwany jest przemysłowo. Z gatunku Xanthorrhoea semiplana pozyskuje się rocznie około 1000 ton żywicy. Rdzenna ludność Australii używa pędów kwiatostanowych tych roślin do produkcji włóczni i wędzisk, rozet liściowych jako obrzędowych nakryć głowy, a żywicy jako kleju. Z dolnych części liści sporządza się także potrawy, a na skrajnie suchych terenach liście stanowią także paszę dla bydła. Kwiaty wydzielają dużo nektaru i po moczeniu w wodzie dają słodki napój. Z żywic akaroidowych wykonuje się także kleje wciąż popularnie stosowane w Ameryce Północnej.